# Episodi di Ergo Proxy
Questa è la lista degli episodi della serie anime Ergo Proxy.
Gli episodi hanno un titolo in giapponese (affiancato dalla traduzione in italiano nella versione italiana) e uno in inglese, tranne per il latino degli episodi 17 e 23, l'ebraico dell'episodio 22 (bilbul="confusione") e il giapponese scritto in lettere occidentali dell'episodio 5 (tasogare è la traslitterazione di 黄昏 che significa "crepuscolo"). I due titoli compaiono nella stessa schermata. Il numero dell'episodio è scritto in numeri romani e preceduto dalla dicitura meditatio (in latino "meditazione"), come avviene per i capitoli delle Meditazioni metafisiche di Cartesio.
| Nº              | Titolo italiano/Titolo inglese (o altre lingue) Giapponese 「Kanji」 - Rōmaji | In onda          | In onda          |
| Nº              | Titolo italiano/Titolo inglese (o altre lingue) Giapponese 「Kanji」 - Rōmaji | Giapponese       | Italiano         |
| meditatio I     | Il battito del risveglio / awakening 「はじまりの鼓動」 - Hajimari no kodō | 25 febbraio 2006 | 20 ottobre 2011  |
| meditatio I     | Romdo è un Dome (città-cupola) sul pianeta devastato, dove gli AutoReiv ricevono il ruolo di Entourage (seguito) per ogni cittadino. Ma un virus detto “Cogito” impone loro di rifiutare qualsiasi raison d'être fornita dalle autorità cittadine. Ciò fa sì che gli AutoReiv infetti o si arrestino in una posa meditante o impazziscano, il che ha causato 41 morti nell'ultimo anno. Re-l Mayer, nipote del reggente e ispettrice del dipartimento di Intelligence, indaga in tal senso sulla morte di un cittadino (in realtà opera del Proxy Monad fuggito dal laboratorio di Daedalus, direttore del dipartimento di salute e benessere). Re-l, dichiarando noia per l'ordine che regge Romdo, si dirige alla divisione controllo AutoReiv del dipartimento per interrogare Vincent Law (immigrato da Mosk che vuole ottenere la cittadinanza) sull'inseguimento di un AutoReiv infetto. Re-l perquisisce il centro in disuso per immigrati trasgressori della zona residenziale, e vede un AutoReiv infettarsi subito dopo un contatto col Proxy. Law è inviato a verificare la presenza di Cogito nell'AutoReiv domestico (Pino) della moglie di Raul Creed (direttore del dipartimento di sicurezza), a cui è stato concesso un figlio. Law capisce che è un tentativo di ottenere una sostituzione dell'AutoReiv. Il consiglio di amministrazione formato da quattro Entourage aventi nomi di filosofi (Berkeley, Husserl, Lacan, Derrida) e forma di statue di Michelangelo incarica Raul Creed di recuperare il Proxy vivo anche se le sue stragi superassero il controllo delle informazioni. Le perdite saranno poi compensate con un aumento di produzione dell'utero artificiale. Raul è autorizzato a chiedere del Proxy a Daedalus (incaricato di studiarlo). Di sera, Re-l è aggredita nel bagno di casa sua da Ergo Proxy (con la maschera a metà tra arlecchino e il fantasma dell'opera), interrotto dall'intervento di Monad Proxy. I Proxy sfondano la parete, e la lotta si sposta altrove. |                  |                  |
| meditatio II    | Confessione di un concittadino / confession 「良き市民の告白」 - Yoki shimin no kokuhaku | 4 marzo 2006     | 27 ottobre 2011  |
| meditatio II    | L'aggressione a Re-l è coperta: ufficialmente la nipote del reggente è bersaglio per “cittadini imperfetti” come Vincent. L'indagine sugli omicidi del Proxy è cancellata e la memoria di Iggy cancellata. A Daedalus è ordinato di diagnosticarle una sindrome da stress postraumatico, ma Re-l ne approfitta per entrargli nel terminale e scopre ricerche sul Proxy. Re-l cerca “Proxy” in rete, ma è intercettata e convocata dal nonno. Il consiglio la minaccia di trasferirla al dipartimento amministrativo. Inseguendo Law al centro commerciale, Monad stermina 42 persone, fra cui la famiglia di Raul e fa contrarre a Pino il Cogito. L'inseguimento continua ai livelli inferiori. Penetrando in casa sua, Re-l trova il pendente di Law. |                  |                  |
| meditatio III   | Salto nel vuoto / mazecity 「無への跳躍」 - Mu e no chōyaku | 11 marzo 2006    | 3 novembre 2011  |
| meditatio III   | Qualcuno mette sulla metro Law svenuto (lui sogna di vedere delle astronavi in fuga). Svegliatosi, raggiunge il suo ufficio, dove trova il suo Entourage distrutto. Incastrato, Law ruba delle armi e fugge. Incontra Pino in fuga dai suoi colleghi della divisione controllo AutoReiv, poiché infetta dal Cogito. Law decide di fuggire all'esterno, e l'infezione di Pino stranamente lo guida all'uscita, dove Re-l non riesce a fermarlo. Gettandosi dal Dome, Law dichiara di non poter più soddisfare i requisiti per la cittadinanza e smette di tenere gli occhi socchiusi e i capelli pettinati. |                  |                  |
| meditatio IV    | Visione futura, l'Ade futuro / futu-risk 「未来詠み、未来黄泉/futu-risk」 - Mirai yomi, mirai yomi | 18 marzo 2006    | 10 novembre 2011 |
| meditatio IV    | Re-l ispeziona la casa di Law e trova un rapporto sul percorso seguito dagli AutoReiv infetti. Law si sveglia in una comunità di esiliati dopo dieci giorni di coma e non si spiega l'esser sopravvissuto alla caduta dal Dome. Re-l confessa a Daedalus d'aver trovato il cadavere del Proxy Monad nel percorso di fuga degli AutoReiv. Daedalus dice che le cellule Amrita del Proxy dovrebbero essere immortali. Re-l chiede il file dell'autopsia per indagare in segreto, e vuole percorrere la via degli AutoReiv. Daedalus si offre di equipaggiarla. Law conosce gli esiliati che vivono di rifiuti, tra cui Quinne, quando un drone di pattugliamento ingaggia Pino, e Law lo abbatte facendosi scoprire da Raul. Raul ordina al dipartimento di sospendere le ricerche del Proxy e concentrarsi sulla cattura di Law per avere risposte, sorprendendosi di quanto la tragedia della sua famiglia lo faccia sentire coinvolto come se infettato dal Cogito. |                  |                  |
| meditatio V     | Richiamo in patria / TASOGARE 「召還」 - Shōkan | 1º aprile 2006   | 17 novembre 2011 |
| meditatio V     | Re-l decide di recuperare Vincent dal mondo al di fuori della Cupola. Qui trova una comunità di gente che vive basandosi sui rifiuti della città-cupola Romdo. Contemporaneamente Raul Creed ordina un attacco verso gli esuli con l'intenzione di liberarsi di Vincent. Re-l rimane bloccata all'esterno. |                  |                  |
| meditatio VI    | Ritorno a casa / domecoming 「帰還」 - Kikan | 8 aprile 2006    | 24 novembre 2011 |
| meditatio VI    | Re-l contrae il virus letale che incombe nella pesante atmosfera del mondo esterno. Raul è rimproverato per il contatto con gli esterni. Quinne sequestra il veicolo di Re-l. Pino impara dalla morte di Timothy che gli individui non formano classi di cose, e sente anche nostalgia per Raul. Quinne offre un vaccino per Re-l, se Law è disposto a partire con la Centzon Totochtin (Quattrocento Conigli, detta solo Coniglio) di Hoody. Hoody pensa che il vaccino sia un falso per ottenere un ostaggio e Re-l dovrebbe poi affrontare l'inverno. Quinne fugge con il Coniglio; il veicolo di Re-l ritorna alla cupola; il pilota si dichiara Law, ma è Hoody, che si sacrifica e attira la maggior parte delle sentinelle. Ma le restanti riescono a colpire a morte Quinne, che regala a Law la fiala di vaccino contenente del saké per le grandi occasioni. |                  |                  |
| meditatio VII   | / re-l124c41+ 「リル124C41+」 - Riru ichi-ni-yon-shī-yon-ichi-purasu | 15 aprile 2006   | 1º dicembre 2011 |
| meditatio VII   | Il consiglio appura che il Proxy ha lasciato Romdo. Raul domanda come sia possibile allora consentire il suo ritorno dal mondo esterno (da sempre un tabù), così come quello di Re-l Mayer, ma non è autorizzato a saperlo. Risvegliatasi dopo tre giorni, Re-l sguscia per i laboratori del dipartimento di salute e benessere e raggiunge l'utero artificiale dove tutti i cittadini sono creati sterili. Daedalus dice che solo la manipolazione del ciclo vitale dell'uomo permette al genere umano di continuare ad esistere; ma se la vita è possibile all'esterno, Re-l si chiede quale sia il vero scopo del sistema dei Dome (chi ne sia il vero utente), ma non ottiene nessuna risposta presentandosi al nonno per non nuocere a Daedalus. Daedalus modifica Iggy per renderlo inintercettabile e mantiene la promessa di condividere con Re-l l'autopsia di Monad Proxy, rivelando anche la sua provenienza da Mosk. Re-l è attaccata da AutoReiv infettati volutamente dal Cogito; Daedalus pensa che sia opera di Raul. Law, durante il viaggio, perde tutti i suoi compagni. Daedalus compila il certificato di morte di Re-l. |                  |                  |
| meditatio VIII  | Raggio di luce / shining sign 「光線」 - Kōsen | 22 aprile 2006   | 12 gennaio 2012  |
| meditatio VIII  | Law capita in uno scontro tra soldati del Dome di Halos e AutoReiv infetti del Dome di Asura che puntano all'utero artificiale. Il Coniglio è inservibile e gli halosiani vogliono quindi adattarlo come nave da guerra. Law pensa di fuggire alla prima occasione, ma un Proxy uccide delle guardie ed è sospettato. Quando il Dome cade, Law si ritrova a combattere da solo contro il Proxy: Senex. L'ultima halosiana, morente, dice che il suono del battito cardiaco iniziale annuncia un mondo nuovo. |                  |                  |
| meditatio IX    | Schegge di bagliore / angel's share 「輝きの破片」 - Kagayaki no hahen | 29 aprile 2006   | 19 gennaio 2012  |
| meditatio IX    | Vincent si risveglia ad Asura, ivi condotto da Kazukis Hauer, di cui Pino diffida. Hauer dice suo amico chiunque abbia visto i confini di questo mondo come Law. Law si chiede perché sopravvive sempre: è suo destino, dice Hauer. Pino trova gli AutoReiv aggressori di Halos. Law ne interroga Hauer, che riporta le guerre alla mentalità connaturata di separare il forte dal debole, a cui il Proxy ha posto fine. Law si dice vittima del Proxy, e Hauer si dice l'innamorato di Senex: ersero le torri di Harut e Asura come promessa di ricongiungersi al loro risveglio. Loro così, nella sofferenza, hanno fatto progetti, contro Law che si nega questa possibilità con la sua dissociazione. Hauer capisce che Law è privo di memoria; interrogandolo a vuoto sulle sue origini, ritiene abbia dato volontariamente i suoi ricordi a Monad Proxy, smarrendo così il ricordo di esso e di se stesso. Sigillare la natura di Proxy, e uccidere Senex senza scopo, è vergognoso per Hauer, che si trasforma in Kazukis Proxy (emissario della luce). Law, ferito, risveglia i suoi poteri e domanda a Hauer dei Proxy. Una volta che ha prevalso, Law si dichiara Ergo Proxy (emissario della morte) e, dopo un'oscura previsione di Hauer, Law intende procedere per Mosk. |                  |                  |
| meditatio X     | Esistenza / cytotropism 「存在」 - Sonzai | 13 maggio 2006   | 26 gennaio 2012  |
| meditatio X     | Scosso dalla morte di Monad, il consiglio rimuove Daedalus per averla occultata, ed arriva a minacciare Raul, dandogli l'impressione di comportarsi come chi ha perso tutto in una volta, proprio come lui. Mentre Raul cerca di capire, scoppia un blackout di 2,17 minuti, ultimo di una recente serie, trattata come una serie di incidenti, che ora Kristeva ritiene sia stata una preparazione all'ultimo, come avvertimento, perché il responsabile sapeva che il sistema di mantenimento biologico di Romdo può resistere solo tre minuti. Raul nota che "217" sta sul numero di matricola di Daedalus e per incontrarlo in privato pretende una sua visita medica, ove Daedalus dichiara di esser stato creato per la cura di Monad e Re-l, per cui ora è privo di raison d'être, incolpando Raul di aver usato il cogito, e d'aver richiesto la visita, fuori dalle indagini, per ucciderlo lontano dalla sorveglianza del consiglio. Raul replica di sapere che Daedalus ha riconsegnato Monad solo per nascondere l'esistenza di Ergo e che Re-l vive. Re-l si ritrova in un Dome disabitato, perfettamente funzionante e dotato di fonte di energia, e si domanda di nuovo chi sia allora il vero utente del sistema dei Dome. Addormentatasi, Re-l sogna un dialogo con se stessa, che l'avverte sulla minaccia di ciò che cerca, ma si dice pronta ad accettare di affidare a questo la felicità dell'esito. Raul pensa che se una realista come Re-l cerca il Proxy, sia perché è stata settata per farlo; ma teme che assecondandola Daedalus abbia perso la propria, così gli rivela che è stato il reggente a usare il Cogito per l'attentato, e gli chiede come ha usato l'energia sottratta con il blackout. Daedalus mente dicendo che ha provato a rigenerare Monad, mentre invece ha provato a creare con essa una sua Re-l, e così Raul gli offre di lavorare per lui sui resti di Monad, ma allo scopo di salvare il mondo dei nati dall'utero artificiale. Daedalus accetta per seguire nel contempo il suo scopo. |                  |                  |
| meditatio XI    | Nella bianca oscurità / anamnesis 「白い闇の中」 - Shiroi yami no naka | 20 maggio 2006   | 2 febbraio 2012  |
| meditatio XI    | Law trova quella che sembra una libreria, che è l'insieme dei ricordi dentro la sua testa, a detta di un vecchio all'interno che se ne dice guardiano. Dopo un excursus sul paradosso (attribuito al Saggio sull'origine delle lingue di Rousseau) che la formazione del linguaggio richieda la società e che la formazione della società richieda il linguaggio, il guardiano lascia solo Law con Ergo Proxy che gli espone le tre tesi gorgiane (sulla nullità dell'essere, della conoscenza, e del linguaggio). Law scappa, e rivive la fuga da Monad, in cui Ergo si sostituisce a Tasha e suo figlio, esponendo l'asserzione 5.632 del Tractatus di Wittgenstein, e dichiarando che «la risposta è “Penso dunque sei”», contro la formula di Cartesio. Law chiede allora del Proxy. Dal ricordo su Hoody, Ergo dice a Law che è un Proxy. Spaventato, Law fugge in altri ricordi, fino a quello dell'aggressione a Re-l, in cui però lui è Ergo. Di nuovo in libreria, il guardiano invita Law a considerare verità espresse da parole polisense, tra cui "anamnesis" (memoria e reminiscenza). Irrompe Proxy One che svela a Law di aver dimenticato la catastrofe per cui l'uomo scomparve dal pianeta, in cui però nuovi abitanti fanno perdurare il "mondo" (nel senso di Wittgenstein), benché sia solo di passaggio a causa del battito dell'inizio, di cui il guardiano lo dissuade di rivelare tutto il segreto per la salute di Law. Così Proxy One dice a Law solo che insieme hanno modificato il battito per non lasciare mai il palcoscenico del mondo. Dopo un altro vortice di ricordi, Law scopre in lui la personalità di Ergo, ma il guardiano decide di lasciargli per il momento solo il ricordo di essere un Proxy. Risvegliatosi con questa consapevolezza, Law viene raggiunto da Re-l. |                  |                  |
| meditatio XII   | Se tu sorridi / hideout 「君微笑めば」 - Kimi hohoemeba | 27 maggio 2006   | 9 febbraio 2012  |
| meditatio XII   | Re-l e Iggy seguono il Coniglio in volo. Giunti a una sosta, Law dice a Re-l di essere un Proxy. Nella notte Re-l non capisce perché gli altri Dome che ha visto uscendo da Romdo sia crollati. Ma anche Romdo è in pericolo per il Cogito. Se Law è un Proxy, catturarlo non offre sufficienti risposte, e poi Re-l vuole prima accertarsene usando dei proiettili letali per i Proxy, creati da Daedalus. Re-l perde la pistola mentre Law si dichiara, e per celarla lo bacia, quando Law sorprende un AutoReiv a bordo e lo insegue. Iggy suggerisce di rientrare finché il carburante è sufficiente, obbedendo all'innamorato Daedalus, ma Re-l rifiuta di fallire (e inoltre è stata dichiarata morta). Pino si allontana e vede l'AutoReiv sconosciuto, seguendolo fino ad una caverna con un Proxy grosso. Law si trasforma per soccorrere Pino. Nella lotta, Re-l spara al grosso Proxy uno dei due proiettili, e ordina a Iggy di portarne il cadavere a Romdo. |                  |                  |
| meditatio XIII  | Punti morti concettuali / wrong way home 「構想の死角」 - Kōsō no shikaku | 3 giugno 2006    | 16 febbraio 2012 |
| meditatio XIII  | Abbordato dall'AutoReiv compagno del grosso Proxy, Iggy nota che la caverna dove ne riporta la salma era un utero artificiale. Non interessandosi al nesso utero-Proxy, Iggy decide di uccidere Law per non restare anche lui senza padrone e rapisce Re-l mentre sorveglia la nave, dicendo di avere il Cogito fin dagli eventi dell'episodio 7. Imprigionata, Re-l ritiene Iggy ucciso dal Cogito, poiché non l'avrebbe mai tradita andando contro il suo ruolo di Entourage, ma Iggy le rinfaccia che la sua carriera deriva da azioni disobbedienti e non meritevoli che nel suo ruolo di Entourage lui non ha mai sanzionato, per cui è lei a tradire tutto l'aiuto prestatole. Iggy ingaggia Law, ma i due interrompono la lotta per soccorrere Re-l aggredita dall'AutoReiv del grosso Proxy. Quando questo si autodistrugge, Iggy ne trattiene l'esplosione. Re-l distrugge i resti di Iggy a cui Pino fa onoranze funebri. Re-l non capisce perché Iggy, ottenuta un'anima, non abbia potuto andarsene libero e Law le offre di continuare il viaggio. |                  |                  |
| meditatio XIV   | Qualcuno che assomiglia a te / ophelia 「貴方に似た誰か」 - Anata ni nita dareka | 10 giugno 2006   | 23 febbraio 2012 |
| meditatio XIV   | Il trio trova un Dome fantasma: pulito e disabitato. Law e Pino fanno approvvigionamento in un supermercato. Re-l intima a Law di ripartire e sale di guardia sul tetto. Ma Law la rivede seduta a tavola a mangiare e dell'idea di trattenersi. Di guardia sul tetto, Re-l è raggiunta da Law che obietta sull'idea di partire data l'occasione di riposare e le dice di essere gentile come un'innamorata; poi cade dal tetto cercando di abbracciarla, sparendo. In magazzino, Law vede Re-l che vuole distruggere Pino e la rinchiude per proteggere l'AutoReiv, ma subito la rivede cadere dal tetto su cui scorge qualcuno. Giunto sul tetto, Law si ritrova puntato da Re-l che lo chiude sopra. Alle casse, Pino è raggiunta da Law che porta Re-l sulle spalle, che dice di andare. Pino lo segue su un lago dove mette Re-l in posa ofelica. Uscito dal tetto, Law non trova le compagne scomparse né la nave e si crede abbandonato, ma nota il parco centrale. Al parco Pino domanda a Law come mai ci siano due Re-l e due Law, ma una sola Pino; Law cerca invano di strozzarla, non sapendo che è un AutoReiv, così scappa mentre Pino aiuta Re-l. Law corre sul lago e soccorre una Re-l annegante (ricordandole la promessa di ucciderlo), che lo trascina giù. La Re-l soccorsa da Pino si riprende, mentre quella che trascina giù Law è un Proxy. Dopo varie illusioni d'abbandono e morte, Law riemerge da solo. Re-l capisce che è lui. |                  |                  |
| meditatio XV    | / WHO WANTS TO BE IN JEOPARDY! 「生 悪夢のクイズSHOW 30分DE100万円！」 - Nama - Akumu no kuizu SHOW - Sanjuppun DE hyakuman en! | 17 giugno 2006   | 1º marzo 2012    |
| meditatio XV    | Vincent è il protagonista di un quiz televisivo il cui premio è la morte del presentatore, mentre in caso di perdita morirebbe Vincent. Grazie alle domande scopre varie informazioni sulla storia della fine del mondo e sui Proxy. Un satellite trasmette la diretta fino a Romdo. Il consiglio ordina il jamming, ma Raul fa in tempo a vedere che Vincent Law ha portato via dalla sua vita anche Pino. |                  |                  |
| meditatio XVI   | Calma piatta / busy doing nothing 「デッドカーム」 - Dead Calm (Deddo Kāmu) | 24 giugno 2006   | 8 marzo 2012     |
| meditatio XVI   | La Centzon Totochtin rimane bloccata a causa della mancanza più totale di vento. Re-l ne approfitta per "studiare" Vincent. |                  |                  |
| meditatio XVII  | Battaglia senza fine / terra incognita 「終わらない戦い」 - Owaranai tatakai | 1º luglio 2006   | 15 marzo 2012    |
| meditatio XVII  | Davanti all'utero artificiale, Daedalus rimprovera Raul di aver incastrato Law, senza la cui fuga sarebbe rimasto sotto controllo e costituirebbe secondo il consiglio il rimedio all'avaria dell'utero, che segna la fine per gli sterili abitanti della città. Raul sostiene che i cittadini meritano un futuro e attacca il consiglio sulla decisione di quest'ultimo di occultare il decadimento per assicurare fino all'ultimo il funzionamento del sistema di Romdo, facendone la lapide del reggente. Pensando a cosa ci sia di terribile nei ricordi che ha abbandonato, Law chiede a Re-l di ucciderlo se dovessero cambiarlo. Smarrita Pino, Re-l riconosce di non volerla abbandonare e Law trova una caverna dall'ingresso costellato di corpi. Pino si trova in fondo con dei mutanti. Il Consiglio nomina Kristeva, l'AutoReiv di Raul, direttore ad interim. Grazie alla sua diligenza di direttore, Raul sa come riuscire a sparire. Kristeva ordina di cancellarne ogni autenticazione, temendo che voglia usare il Rapture, un antiquato missile termonucleare che si ostinava a mantenere in funzione. Nel nido mutante, Re-l rivela un gas, e il gruppo torna all'uscita, ma Pino rientra per soccorrere un piccolo mutante che li seguiva. Re-l ipotizza che delle persone abbiano scavato la caverna in attesa che passasse la catastrofe, ma che adesso gli abitanti non possano più vivere senza il gas, pur essendo tossico. Riportando indietro il piccolo, ne compare la madre. Re-l stenta a creder che sia ancora possibile procreare. Kristeva scopre che Raul si trova a casa sua e non al controllo del Rapture, ma nel momento in cui si completa la revoca dell'autenticazione si compie la procedura di lancio. |                  |                  |
| meditatio XVIII | Indagine finale / life after god 「終着の調べ」 - Shūchaku no shirabe | 8 luglio 2006    | 22 marzo 2012    |
| meditatio XVIII | Il trio trova Mosk distrutta dal missile. Re-l sospetta del nonno. Davanti al consiglio, Raul dichiara di non essere stato un pazzo disperato, ma di aver mirato a distruggere il Proxy, da cui il consiglio si aspettava la salvezza come da una divinità, perché Romdo potrà continuare ad esistere solo lottando contro il destino. Il consiglio reintegra Raul affinché possa anche lui scoprire la disperazione del fallimento. Raul ordina così a Daedalus di abbandonare le ricerche su Monad in favore di altre per dare fertilità ai nati dall'utero artificiale. Pino trova nello scheletro della cupola di Mosk una struttura a uovo con una stanza dentro un simile a quella del Consiglio di Romdo. Muovendo i cavi, Re-l attiva per un momento delle schermate, salvate da Pino. Proxy One apre una stanza col suo ciondolo uguale a quello di Law, con all'interno un androide di nome Amnesia che ha scritto sulle pareti i ricordi di Ergo da restituirgli. Vedendo la parte su Monad, il Proxy distrugge Amnesia. Re-l scopre presenza di corrente proveniente da un impianto sotterraneo, ove il trio trova la stessa stanza dove è stato il Proxy che ha lasciato per Law il suo ciondolo sui resti Amnesia. I resti dicono che ciò che è stato separato deve riunirsi a Romdo. Re-l rivede la scritta “Risveglio” e pensa sia coinvolta Monad. Così il trio riparte per Romdo. |                  |                  |
| meditatio XIX   | Sorriso di bambina / eternal smile 「少女スマイル」 - Shōjo sumairu | 15 luglio 2006   | 29 marzo 2012    |
| meditatio XIX   | L'AutoReiv Pino si ritrova nel Dome di Smile Land, che contiene un immenso parco giochi (dove gli AutoReiv hanno un design disneyano) e si mette in cerca del suo creatore, il Proxy Mr. Will B. Good, nella speranza di ricongiungersi a Re-l e Vincent. Arrivata al suo cospetto, il Proxy le dice che in realtà la sta contattando durante la sua ricarica per chiederle di impedire a Law di raggiungere il Dome, perché seguirebbe uno scontro che anticiperebbe la fine, già prevista, del suo mondo. |                  |                  |
| meditatio XX    | L'occhio sacro nel cielo / Goodbye Vincent 「虚空の聖眼」 - Kokū no hijiri me | 22 luglio 2006   | 5 aprile 2012    |
| meditatio XX    | La coscienza Law è ubicata, senza potere di intervenire, nel corpo di Re-l che appare davanti al consiglio, indeciso su come giudicarla dato che il nonno si dichiara soddisfatto di qualcosa. Re-l sospetta che la sua larga libertà fosse un piano del nonno per arrivare a ciò. Law si chiede dove sia collocato. Re-l è assegnata a Swan per il suo reintegro nella comunità. L'ubicarsi di Law in Re-l si interrompe per una settimana di incoscienza, poi riprende per vedere Re-l mostrare a Swan dove tiene rinchiusa Pino per proteggerla e impedirle di salvare Law. Swan propone di visitare Law-Proxy, che è tenuto immobilizzato in laboratorio da Daedalus, e che l'accusa di tradimento. Uditolo, Law pensa che il Proxy sia una coscienza separata, e quindi ha dubbi sulla sua identità. Dopo l'incontro, Swan riesce a contattare Law, sapendo che lo shock gli avrebbe dato il controllo. Swan dice a Law di essere una personalità multipla di Re-l creata dal suo tradimento e lo prega di non farle sapere della sua esistenza, poi risveglia la personalità di Re-l. Dopo una settimana Law riesce a far tornare Re-l da Swan, che capisce che lui cerca di prendere il controllo. Law, creato per proteggere Re-l, vuole scomparire. Swan suggerisce di mostrargli il suo passato che, non essendo il vero Law, consiste in sogni e desideri. Law si vede nella posizione di Raul, in procinto di sposar Re-l, sorella di Daedalus. La coscienza di Re-l torna da Swan, ma scambia Daedalus per un vero fratello. Daedalus dice che Pino ha fatto scappare il vero Law. Swan chiede a Re-l se amava Law; lei risponde che erano fidanzati, come in sogno. Swan richiama Law per fargli capire che Re-l sta confondendo la realtà con i sogni del suo alter ego Law e per questo ha liberato Pino. Swan suggerisce a Law di uccidere Re-l nei sogni che condividono, così lui verrà meno alla ragione per cui esiste (proteggerla dal dolore del suo tradimento) e sparirà. Ma Law vede Swan portare il suo pendente, e ciò non può essere, così le spara quando lei assume le sembianze di Ergo Proxy. Ciò gli fa recuperare finalmente la memoria e gli dà il controllo delle sue trasformazioni. |                  |                  |
| meditatio XXI   | Dove il tempo è esaurito / shampoo planet 「時果つる処」 - Toki hate tsuru tokoro | 29 luglio 2006   | 12 aprile 2012   |
| meditatio XXI   | Pino, lasciata fuori da Romdo, si stufa di contare. Entrata in città, Pino trova AutoReiv affetti dal Cogito in atteggiamento meditante, incapaci di darsi una raison d'être. Intanto Re-l, lottando con un AutoReiv infetto, è soccorsa dal capo della divisione per il controllo degli AutoReiv, il quale pensa che la crisi non sia dovuta agli AutoReiv infetti, ma all'affidare esclusivamente agli AutoReiv il ruolo di Entourage (seguito), poiché il loro venir meno ha paralizzato il sistema. Re-l è scossa dal fatto che gli immigrati della divisione di controllo lottano per la cittadinanza, ignari dell'imminente crollo di Romdo. Re-l racconta che Law, tornato a Romdo, si è trasformato in Proxy e isolato come se addolorato. Re-l incontra il suo capo Cage Seal che fa finta di niente (credendo di avere carte e computer sulla scrivania come sempre), da cui apprende del progetto ADW a cui lavorava Daedalus, in cui sono morti il 90% dei soggetti. Law trova il corpo di Monad, numerato tredici come il suo amuleto. Benché l'abbia uccisa lui, è arrabbiato per il trattamento del corpo. Law è raggiunto da Real (a cui Daedalus ha accelerato la crescita), che vedendolo non ha paura ma si ritira per un'emozione che le fa riconoscere Law. Daedalus avvicina Re-l scambiandola per Real, ed ella gli intima di parlare. Gli uomini della divisione di controllo inseguono Pino e cadono in un'esplosione. Proxy One raggiunge il reggente ed è indicato dal consiglio come il Creatore. Daedalus rivela a Re-l che l'utero artificiale è fermo perché funziona solo con un Proxy in ogni Dome; così ha assecondato Raul sul fallimentare progetto ADW (Aus Der Wickel) per rendere i cittadini capaci di generare. Daedalus dice a Re-l del Rapture, poiché Raul non accettava che ci fosse un vincitore. Infine Daedalus dice che l'attentato a Re-l e Iggy non partì da Raul. Re-l sospetta del nonno e si avvia dal consiglio mentre Proxy One uccide il nonno. Re-l crede che Proxy One sia Vincent, ma il non sentire l'attrazione della prima volta le pone un dubbio, quando Raul colpisce Proxy One al braccio con un proiettile FP. |                  |                  |
| meditatio XXII  | Catene / bilbul 「桎梏」 - Shikkoku | 5 agosto 2006    | 12 aprile 2012   |
| meditatio XXII  | Proxy One si stacca e rigenera il braccio colpito e fugge come Raul. Re-l, sola, è raggiunta da Real che le dice che Law era attratto da lei perché il nonno l'ha creata in modo da richiamare Monad nella sua memoria. Real dichiara di voler liberare Law dall'agonia del creatore di Romdo e riprende a cercarlo, mentre Re-l chiede alle statue del consiglio. Daedalus trova Real insieme a Raul che gli chiede altri proiettili, ma Daedalus li ha buttati perché è già soddisfatto di Real; Raul cerca di sparargli, ma Real gli spara per proteggere Law. Ferito, Raul torna a casa dove trova una lettera di Pino e si mette a cercarla, per poi cadere trafitto su una vetrina. Law trova il corpo di Donov e Re-l, stavolta sentendosi attratta, scopre l'esistenza di Proxy One. |                  |                  |
| meditatio XXIII | Emissario / deus ex machina 「代理人」 - Dairinin | 12 agosto 2006   | 12 aprile 2012   |
| meditatio XXIII | Proxy One allontana Re-l mostrandole Daedalus che avvia il crollo della cupola, ma le dice che, anche sopravvivendo, a vincere sarà il Creatore. Re-l replica che non intende sottrarsi alla realtà, anche se ne seguirà una più dura. Proxy One dice che la maschera arlecchinesca di Law si addice a chi è fuggito al suo destino e chiede se i suoi ricordi non siano una pagliacciata; ma Law dice che solo il viaggio attraverso la terra rigenerata gli ha dato la forza di tornare. Proxy One dice che con dolore ha svolto il compito voluto dal creatore, rigenerare l'umanità, cui è seguito il suo battito cardiaco iniziale che gli ha rivelato l'esistenza del progetto di soppressione Proxy. Ma come rientra nella perfetta logicità del progetto l'anima dei Proxy, che dà loro dolore? Non vi rientra: Proxy One suggerisce di fare il paragone con la nuova umanità di cui loro sono i Creatori. Il Creatore desiderava essere amato dai Proxy, così come i Proxy, nel loro imprevisto senso di solitudine, desideravano essere amati dagli uomini ma da cui sono stati odiati. Perciò Proxy One vuole punire l'umanità rigenerata a norma del Creatore, ed inoltre creò un suo clone a cui affidò un incarico talmente gravoso da spingerlo a farsi cancellare la memoria da Monad Proxy, generando la personalità di Vincent Law. Proxy One affronta Law per condividere il dolore di vedersi negata la propria esistenza, ma Law sostiene di non lottare da residuo, ma per la sua esistenza attuale; Proxy One se ne compiace perché conferma la verità che entrambi hanno ignorato il compito affidatogli dall'umanità autodistruttasi, perciò Law è Ergo Proxy quanto lui. Re-l non trova modo di fermare l'autodistruzione, e Daedalus disprezza il suo lottare poiché i cittadini, creati come ingranaggi, dovrebbero sparire zitti come Donov Mayer. Ma a Re-l non è mai importato d'esser stata creata dal nonno per ricongiungerlo al creatore; voleva solo essere amata da lui che però apriva il suo cuore solo al Proxy proprio come lei. Daedalus le annuncia che il sole è letale per i Proxy, poi, vedendo Real sollevarsi in volo verso i Proxy, le corre dietro ed è travolto da macerie. Proxy One, ferito, svela che il suo piano di vendetta consiste nel morire assieme al mondo che ha rigenerato (e che l'ha odiato), lasciando a Law l'incarico di vedersela con il ritorno del Creatore, libero di far prevalere il progetto Proxy sul progetto Boomerang. Sopraggiunge Real e dice a Law che non deve portare questo peso. Pino capisce che il virus Cogito è il rifiuto di obbedire al Proxy, ma non capisce perché non è paralizzata come gli altri; quando sopraggiunge Kristeva a rivelarglielo. Daedalus morente svela a Re-l l'inserirsi del Cogito nel progetto Boomerang. Siccome Daedalus ama di Re-l forse il non abbracciare tale verità dietro gli eventi, le indica l'uscita. Real porta Law sotto le nuvole, e propone il suicidio, ma Law rifiuta, le restituisce l'amuleto e si toglie la maschera. Real vola alla luce da sola e ode il rientro delle astronavi dei Creatori. Re-l è recuperata da Pino sul Coniglio, pilotato da Kristeva che, morto Raul, per effetto del Cogito rivolge a Pino il suo ruolo di Entourage. Il trio va a recuperare Law, che vedendo il rientro dallo spazio dell'umanità originaria annuncia l'inizio della vera battaglia come Ergo Proxy, emissario della morte, che combatterà assieme a tutti coloro come Re-l che non intendono cedere indietro il pianeta. |                  |                  |